# 베라 데이
베라 데이(Vera Day, 1935년 8월 4일 ~ )는 영국의 배우, 영화배우이다.
런던에서 태어났다.

## 영화
- 더 리들 (2007년)
- 록 스탁 앤 투 스모킹 배럴즈 (1998년) - 타냐 역
- 두 개의 얼굴 (1958년)
- 왕자와 무희 (1957년)
- 뒷골목의 미소  (1955년)